# Hermann Zobel
Hermann Zobel (25. juli 1908 i København – 27. september 1995 på Frederiksberg) var en dansk forsikringsdirektør, der gennem mange år var direktør i forsikringsselskabet Codan.

## Karriere
Han var søn af direktør Hermann Zobel f. Petersen, (1874 - 1950) og hustru f. Hansen (død 1961).
Zobel blev student fra Østre Borgerdydskole i 1927 og cand.jur. fra Københavns Universitet i 1933. Han blev derefter ansat ved den danske afdeling af Phoenix Assurance Co., først som agency manager, senere som prokurist i 1935 og meddirektør i 1936. I 1940 kom han til Codan, først som direktør og bestyrelsesmedlem, var fra 1943 som administrerende direktør i Codan Liv og fra 1949 administrerende direktør for hele koncernen, hvilket han var helt frem til 1979, hvor sønnen Peter Zobel overtog direktørstolen.

## Bestyrelsesposter og tillidshverv
Han var medlem af Dansk Tarifforenings komité fra 1945, af bestyrelserne for Dansk Automobilforsikrings Forbund fra 1945, Foreningen af Ansvarsforsikringsselskaber fra 1947 og af repræsentantskabet for Fællesbanken for Danmarks Sparekasser fra 1950. Medlem af bestyrelsen for Bank-Aktieselskabet D.B. Adler & Co. 1943, for Dansk Luft Taxa 1945, for Ejendomsaktieselskabet D.F.V. 1946, for Foreningen af Ansvarsforsikringsselskaber (Udleje af Biler uden Fører) 1947 og for A/S Scanaviation 1949.
Deusden medlem af af bestyrelsen for A/S Importørens Holding Selskab 1963 og formand for bestyrelsen for J.C. Modeweg & Søn A/S 1964 og Codan Invest A/S 1970 samt for A/S Crome & Goldschmidt 1969. Han var Ridder af Dannebrog.

## Hobby
Hermann Zobel dyrkede sportsridning som hobby og deltog i Sommer-OL 1956 på hold med Lis Hartel og Inge Lemwig-Müller. På sit gods Gyllingnæs ved Odder drev han avlsarbejde med Connemara-heste.
Zobel blev gift 28. april 1933 med Rigmor f. Brun, f. 31. december 1910 i Aalborg, datter af kammerherre, stiftamtmand Charles Brun (død 1919) og hustru Rigmor f. Hansen (død 1948).
Han er begravet på Søllerød Kirkegård.